# Kino Šiška EP
Kino Šiška EP je EP slovenske rock skupine Zmelkoow, izdan 22. oktobra 2011 pri založbi KUD Napačen planet. Naprodaj je bil samo na dan izida, na koncertu v Kinu Šiška. Izdan je bil v omejeni nakladi 300 izvodov.

## Seznam pesmi
1. »Zlata ribica«
2. »Jaz se vrtim (James Blond)«
3. »A ustavit se«
4. »Pank Bit«

## Zasedba
| Zmelkoow - Goga Sedmak — vokal, kitara - Žare Pavletič — bas kitara - Aleš Koščak — bobni - Anuša Podgornik — vokal, flavta - Dejan Marković — trobenta - Aleksandra Čermelj — vokal - Eva Brajkovič — vokal | Ostali - Marko Črnčec — klaviature |